# Trinidad och Tobago i olympiska spelen
Trinidad och Tobago deltog första gången vid olympiska sommarspelen 1948 i London och har sedan dess varit med vid varje olympiskt sommarspel, förutom vid spelen 1960 i Rom då de deltog som en del av Brittiska Västindien. De deltog för första gången vid de olympiska vinterspelen 1994 i Lillehammer och deltog sedan även 1998 och 2002 och återvände 2022.
Trinidad och Tobago har totalt vunnit 19 medaljer i friidrott, tyngdlyftning och simning.

## Medaljer
| Guld | Silver | Brons | Totalt antal medaljer |
| ---- | ------ | ----- | --------------------- |
| 3    | 5      | 11    | 19                    |

### Medaljer efter sommarspel
| Spel                                    | Guld                                | Silver                              | Brons                               | Totalt                              |
| London 1948                             | 0                                   | 1                                   | 0                                   | 1                                   |
| Helsingfors 1952                        | 0                                   | 0                                   | 2                                   | 2                                   |
| Melbourne 1956 (ryttarspel i Stockholm) | 0                                   | 0                                   | 0                                   | 0                                   |
| Rom 1960                                | som del av Västindiska federationen | som del av Västindiska federationen | som del av Västindiska federationen | som del av Västindiska federationen |
| Tokyo 1964                              | 0                                   | 1                                   | 2                                   | 3                                   |
| Mexico City 1968                        | 0                                   | 0                                   | 0                                   | 0                                   |
| München 1972                            | 0                                   | 0                                   | 0                                   | 0                                   |
| Montréal 1976                           | 1                                   | 0                                   | 0                                   | 1                                   |
| Moskva 1980                             | 0                                   | 0                                   | 0                                   | 0                                   |
| Los Angeles 1984                        | 0                                   | 0                                   | 0                                   | 0                                   |
| Seoul 1988                              | 0                                   | 0                                   | 0                                   | 0                                   |
| Barcelona 1992                          | 0                                   | 0                                   | 0                                   | 0                                   |
| Atlanta 1996                            | 0                                   | 0                                   | 2                                   | 2                                   |
| Sydney 2000                             | 0                                   | 1                                   | 1                                   | 2                                   |
| Aten 2004                               | 0                                   | 0                                   | 1                                   | 1                                   |
| Peking 2008                             | 1                                   | 1                                   | 0                                   | 2                                   |
| London 2012                             | 1                                   | 1                                   | 2                                   | 4                                   |
| Rio de Janeiro 2016                     | 0                                   | 0                                   | 1                                   | 1                                   |
| Tokyo 2020                              | 0                                   | 0                                   | 0                                   | 0                                   |
| Paris 2024                              | 0                                   | 0                                   | 0                                   | 0                                   |
| Totalt                                  | 3                                   | 5                                   | 11                                  | 19                                  |

### Medaljer efter vinterspelen
| Spel                | Guld        | Silver      | Brons       | Totalt      |
| Lillehammer 1994    | 0           | 0           | 0           | 0           |
| Nagano 1998         | 0           | 0           | 0           | 0           |
| Salt Lake City 2002 | 0           | 0           | 0           | 0           |
| Turin 2006          | Deltog inte | Deltog inte | Deltog inte | Deltog inte |
| Vancouver 2010      | Deltog inte | Deltog inte | Deltog inte | Deltog inte |
| Sotji 2014          | Deltog inte | Deltog inte | Deltog inte | Deltog inte |
| Pyeongchang 2018    | Deltog inte | Deltog inte | Deltog inte | Deltog inte |
| Peking 2022         | 0           | 0           | 0           | 0           |
| Totalt              | 0           | 0           | 0           | 0           |

### Medaljer efter sporter
| Sport         | Guld | Silver | Brons | Totalt |
| Friidrott     | 3    | 4      | 8     | 14     |
| Tyngdlyftning | 0    | 1      | 2     | 3      |
| Simning       | 0    | 0      | 1     | 1      |
| Totalt        | 3    | 5      | 11    | 19     |